# Колодій Федір Олександрович
Фе́дір Олекса́ндрович Колоді́й (24 січня [8 лютого] 1872, Рудьківка, нині Бобровицький район, Чернігівська область — травень 1920, м. Кам'янець-Подільський) — військовий діяч Російської імперії та Української Народної Республіки, генерал-поручник армії УНР. Учасник Російсько-японської війни, Першої світової війни та Перших визвольних змагань. Командувач обороною Кам'янця-Подільського.

## Біографія

### Початок військової служби
Народився 8 лютого (24 січня ст. с.) 1872 року в с. Рудьківка (нині Бобровицький район, Чернігівська область, Україна, тоді Чернігівська губернія, Російська імперія). Походив із спадкових військових дворян Чернігівської губернії. Батько — Олександр Колодій — учасник російсько-турецької війни 1877—1878 років, генерал-майор, кавалер ордену Святого Георгія 4-го класу, який у 1874 році за багаторічну вислугу отримав чин родового дворянина з правом передачі його нащадкам.
1884 року Федір закінчив 4-й Московський кадетський корпус за І розрядом та продовжив навчання в Михайлівському артилерійському училищі, яке закінчив у червні 1892 року. З 10 серпня 1890 року — підпоручик. Після навчання отримав направлення в 1-шу лейб-гвардії кінно-артилерійську батарею зі штабом у Санкт-Петербурзі.
З 10 серпня 1894 року — поручик. У січні 1897 року Колодій (в училищі записаний як Колодєєв) подав рапорт про надання йому дозволу скласти іспити для вступу в Миколаївську академію Генерального штабу, які успішно здав, незважаючи на традиційно високий конкурс. Закінчивши два курси академії Генерального штабу за 2-м розрядом у 1899 році, Колодій проходив службу в штабній роті, а згодом протягом 1899—1904 років командував 5-ю батареєю гвардійською кінно-артилерійської бригади. 6 травня 1900 року отримав військове звання штабс-капітан.

### Російсько-японська війна і міжвоєнний період
Оскільки столичні частини до участі в бойових діях не залучались, з початком Російсько-японської війни Федір Колодій подав рапорт до одного з діючих з'єднань у Маньчжурії: за власним бажанням 4 березня 1904 року переведений до 5-го козачого сибірського полку з переатестацією в підосавули. З 2 по 16 травня 1904 року Колодій в складі 5-го козачого полку перебував у Харбіні, де їх було висунуто в авангард Маньчжурської армії генерала Олексія Куропаткіна. 17 травня полк дав перший бій японській кавалерії під Юдзятунем, південніше станції Вафангоу, під час якого дві сотні козаків, виявивши ворога, переслідували його та повністю знищили в рукопашну. За проявлену в бою мужність Колодій був нагороджений орденом Святої Анни IV ступеня.

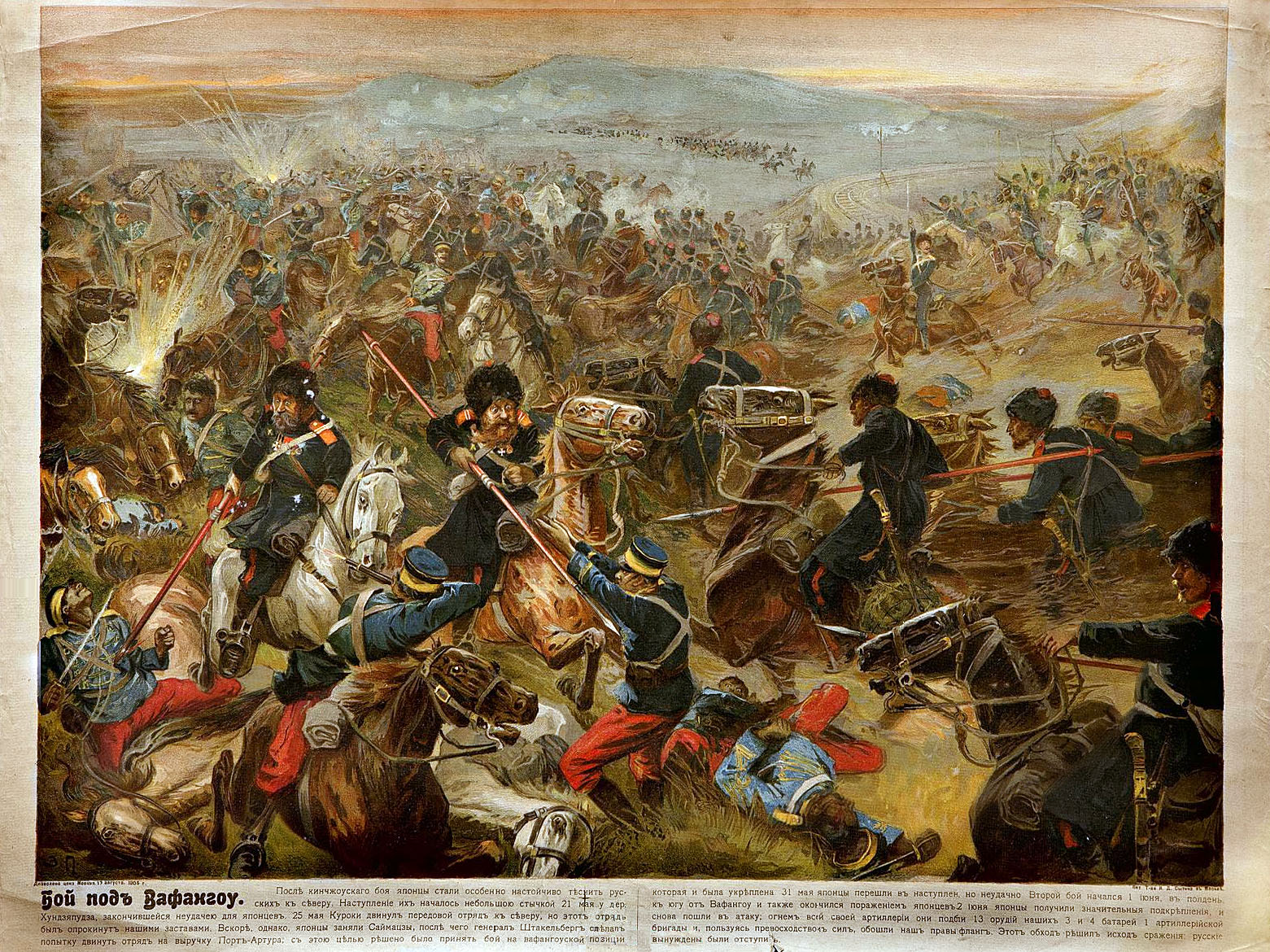
Бій під Вафангоу. Російський плакат, типографія Товариства І. Д. Ситіна, 1905 рік

Восени 1904 року призначений командиром 1-ї сотні 5-го козачого полку. 15 січня 1905 року його прикомандировано до штабу Сибірської козачої дивізії, 15 червня того ж року за бойові заслуги отримав звання осавула. За особисту хоробрість у боях Російсько-японської війни був нагороджений всіма бойовими орденами до Святої Анни II ступеня з мечами включно (Святої Анни III ступеня з мечами і бантом, Святого Станіслава II ступеня з мечами, Святого Володимира IV ступеня з мечами і бантом — 1904, Святої Анни IV ступеня, Святої Анни II ступеня з мечами — 1905).
Відразу по закінченню російсько-японської війни, 11 грудня 1905 року Федора Колодія призначено до 11-ї кінно-артилерійської батареї 10-го кінно-артилерійського дивізіону 15-ї кавалерійської дивізії (Плоцьк). У зв'язку з переводом у лінійну частину переатестований у капітани. З 20 січня 1907 (за іншими даними з 31 березня 1907) — командир 20-ї кінно-артилерійської батареї того ж дивізіону (штаб дивізіону Влоцлавек). 11 вересня 1907 року підвищений до підполковника. Цього ж року, 22 листопада, переведений до Києва — призначений командиром 1-ї батареї 2-го кінно-гірського артилерійського дивізіону, який входив до складу 13-ї кавалерійської дивізії. Направлений на навчання в Царськосільську офіцерську артилерійську школу, по закінченні якої, 29 серпня 1911 року, повернувся у свій дивізіон.

### Перша світова війна
Учасник Першої світової війни. 2-й кінно-гірський артилерійський дивізіон, в якому служив Федір Колодій, який на той час перебував у складі Південно-Західного фронту, відзначився в Галицькій битві. Особливо героїчним був бій поблизу сільськогосподарської колонії Гассендорф (нині село Уличне Дрогобицького району Львівської області) 28 серпня 1914 року. Артилерійським вогнем були знищені кулеметні гнізда на краю ліса, які вели шквальний вогонь по наступаючим. 11 вересня Федора Колодія підвищили у званні до полковника та представлено до нагородної золотої зброї «За хоробрість» (отримати її він зміг лише 26 листопада 1914 року). За вдалу організацію оборони переправ через ріку Вісла Колодій отримав подяку командувача. 23 вересня призначений командиром 2-го кінно-гірського артилерійського дивізіону. Наприкінці вересня 14-й армійський корпус перейшов у розпорядження 9-ї армії на правому фланзі Південно-Західного фронту.

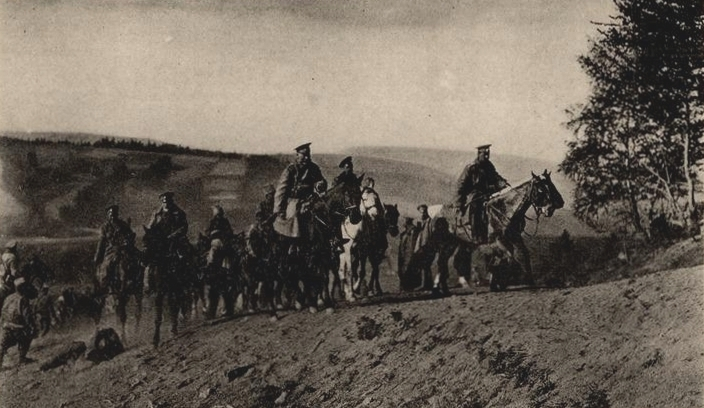
Управління кавалерійської дивізії на Карпатському перевалі, 1915 рік

Брав участь у Карпатської операції російської армії, оборонних боях квітня-травня 1915 року в Галичині. Наприкінці травня, стримуючи наступ австро-угорських та німецьких частин, артилеристи Колодія влучним вогнем призупинили переправу ворога через Дністер поблизу села Жежава. За це 31 липня 1915 його нагородили орденом Святого Георгія IV ступеня. Протягом червня-вересня дивізіон полковника Колодія, діючи у складі 3-ї армії, обороняв Люблін. Після стабілізації фронту на лінії Кам'янець-Подільський — Тернопіль — Кременець — Дубно 14-й корпус включили до складу 1-ї армії Західного фронту, яка діяла на Віленському напрямку. Там Федір Колодій брав активну участь у боях під Швянченісом. Станом на 1 вересня 1915 року — в тому ж званні і посаді отримує Найвищу милість Імператора.
20 лютого (за іншими даними — 20 грудня) 1916 року очолив 14-ту артилерійську бригаду 14-ї піхотної дивізії 8-го армійського корпусу, що діяв у складі 8-ї «Брусилівської» армії. 22 вересня 1916 року присвоєне звання генерал-майора. 9 травня 1917 призначений інспектором артилерії 9-го армійського корпусу 4-ї армії Румунського фронту.
З подіями Російської революції 1917 року в російській армії розпочалися процеси націоналізації військових формувань, в тому числі й українізація. Федір Колодій з недовірою поставився до цих явищ, але, зважаючи на провал червневого наступу 1917 року та фактичну згоду на проведення українізації з боку Керенського, він погодився з частковою націоналізацію. Після невдалої спроби перевороту генерала Корнілова та більшовицького перевороту в Петербурзі, не зумівши поладнати з фронтовим керівництвом, наприкінці грудня 1917 року Колодій залишив військову службу.

### На службі Україні
На початку 1918 року, остаточно не визначившись з власними політичними уподобаннями, Колодій усунувся від політичної діяльності і до березня проживав у своєму маєтку в селі Рудьківка на Чернігівщині, не беручи участі в бурхливих подіях Першої українсько-радянської війни. Після фактичного припинення існування Румунського фронту і усунення від командування ним генерала Щербачова, наприкінці березня 1918 року запрошений очолити демобілізаційну комісію фронту, якою керував до квітня. З 17 квітня 1918 року — виконувач обов'язків командувача 3-го Одеського корпусу армії УНР, сформованого з українізованих залишків дивізій Румунського фронту. Після гетьманського перевороту наприкінці травня розпочалася чистка нелояльних Гетьманату офіцерів. Одеський корпус був роззброєний німецькими військами, а виконувач обов'язків командувача Федір Колодій, з врахуванням його досвіду, призначений 10 серпня 1918 року в розпорядження військового міністра Олександра Рогози з присвоєнням військового звання генерального значкового.

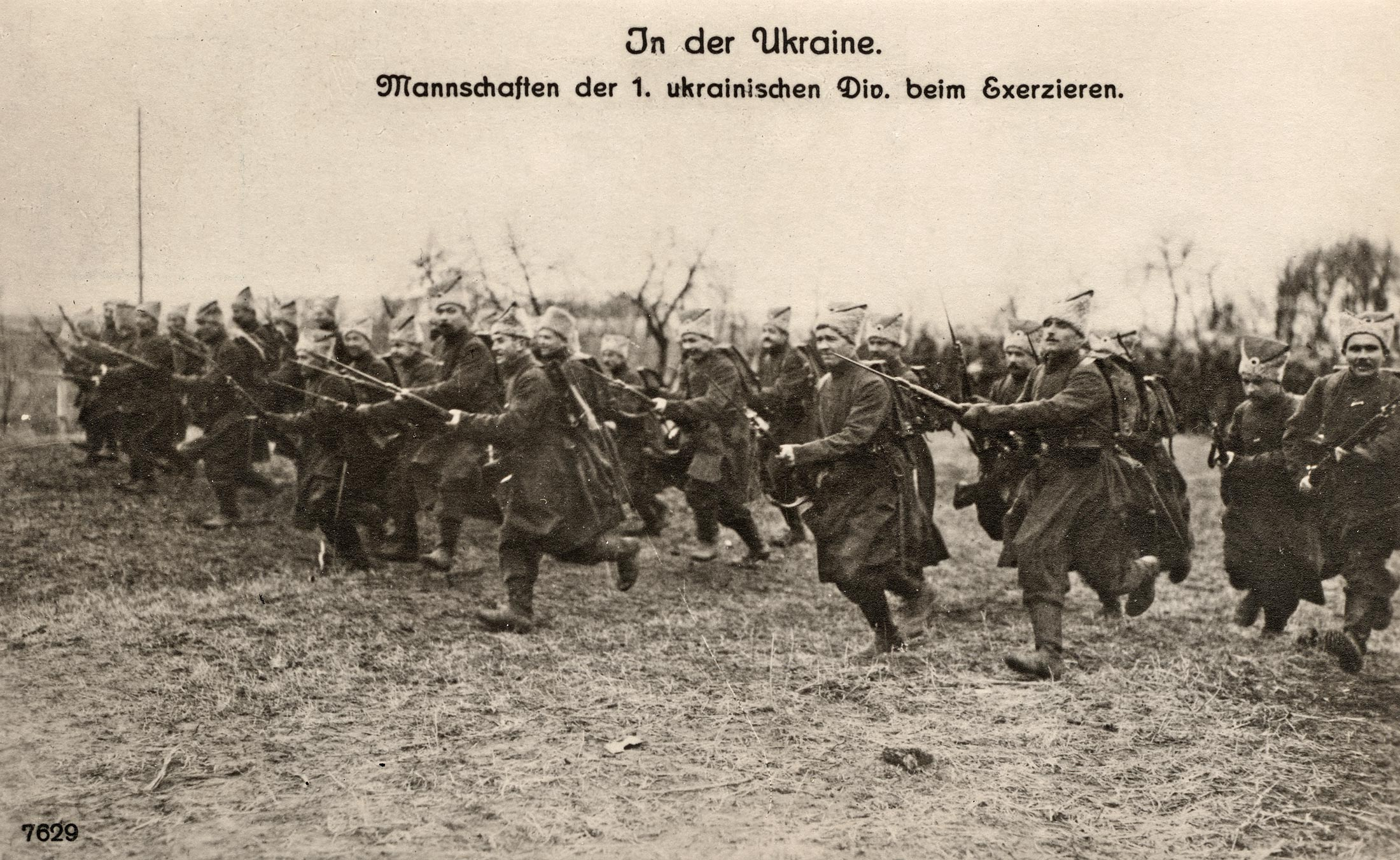
Бійці Армії УНР на навчанні. Поштова листівка 1918 року

22 грудня 1918 року Федір Колодій був призначений командувачем 2-го Подільського корпусу. На цій посаді він змінив генерала Єрошевича, звинуваченого новопосталою Директорією в спробі перейти на бік білогвардійців. Не бажаючи нічого кардинально змінювати в справах корпусу, основну увагу Колодій приділив бойовому вишколу частин, однак не зміг запобігти процесу розпаду з'єднання. За наказом від 23 січня 1919 року частини корпусу мали бути зведеними в Другу запасну бригаду Дієвої армії УНР, але згодом цей наказ було скасовано і полки були розподілені між місцевими військовими начальниками.
З початку січня 1919 розпочалася Друга українсько-радянська війна. Після того, як війська Антонова-Овсієнка 19 березня захопили Жмеринку, Східний фронт, Запорізький корпус отамана Волоха, Південна група отамана Яніва і Запорізька січ отамана Божка опинились відрізаними від решти армії УНР. За наказом Симона Петлюри, ці підрозділи, під загальним командуванням Федора Колодія, мали відступити на південь, підтримуючи зв'язок з французькими частинами. Однак, внаслідок захоплення Бару і Могилів-Подільського, зв'язок між штабом Колодія у селі Вапнярка та Дієвою армією було перервано. В цей час відбулась спроба заколоту отаманів Волоха, Данченка і Волощенка (колишній курінний командир 3-го гайдамацького полку). Участь Федора Колодія у цих подіях суперечлива. За даними Ярослава Тинченка, Колодій брав участь у заколоті та був проголошений членом Революційної ради у Вапнярці. За твердженнями Ісаака Мазепи, Колодій виступив проти заколоту та разом з полковником Мишківським був усунутий заколотниками від командування.

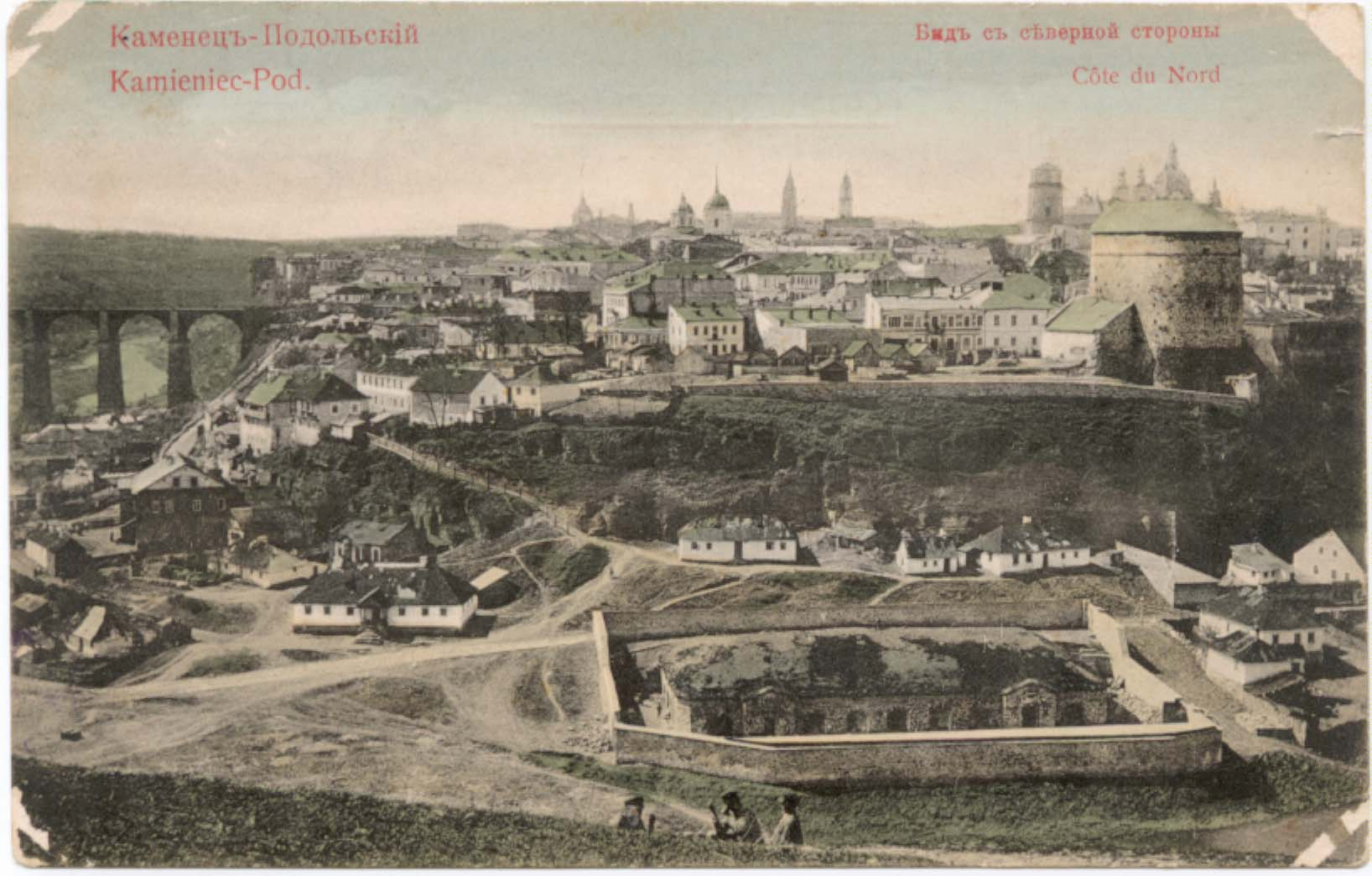
Панорама тогочасного Кам'янця. Поштова листівка

У березні 1919 року Колодія призначили командувачем Південно-Східної групи Східного фронту Дієвої армії УНР, а у квітні двадцятитисячна Бессарабська бригада, 8-й Подільський і 4-й кінно-артилерійський полки армії більшовиків відтіснили групу військ Південно-Західного фронту в Румунію, 17 квітня захопили Кам'янець-Подільський. На фоні цих подій Колодія в травні 1919 року призначають отаманом для доручень начальника Головного управління Генерального штабу Дієвої армії УНР. За його активної участі проведена реорганізація збройних сил на засадах регулярного війська. На початку червня 1919 року Дієва армія, провівши ряд наступальних операцій проти більшовицьких військ, відтіснила більшовиків за лінію Старокостянтинів — Проскурів — Кам'янець-Подільський. 3 червня 3-тя Залізна дивізія армії УНР під командуванням Олександра Удовиченка, форсувавши Збруч, штурмом оволоділа Кам'янцем-Подільським, а 6 червня у звільнене місто переїхав уряд УНР. Однак ні місто, ні гарнізон виявилися не готовими до цього: була відсутня система квартирування, процвітали азартні ігри та дезертирство. Для зміни ситуації 12 червня начальником оборони району Кам'янця-Подільського був призначений Федір Колодій.
Очоливши залогу Кам'янця-Подільського, Федір Колодій доклав значних зусиль до ліквідації згаданих недоліків: зобов'язав зареєструвати всі клуби, заборонив формувати військові частини без погодження зі штабом залоги, реформував систему міських перевезень. 10 липня його було призначено командувачем обороною міста з присвоєнням військового звання генерал-поручник. До 15 липня, проінспектувавши підпорядковані частини, Колодій утворив вздовж Дністра рубіж оборони на лінії Дунаївці — Скала-Подільська. Мобілізувавши всі наявні сили й засоби, генералові Колодію вдалося зупинити наступ більшовиків, що дало змогу УГА перейти Збруч і об'єднатись з Дієвою армією. За успішне виконання завдання нагороджений Хрестом Симона Петлюри. Введений до складу Військової ради УНР. Після розгортання наступу УНР Федір Колодій повернувся в Кам'янець-Подільський для організації систему військових судів.
У березні 1920 року Колодій призначений референтом уряду УНР з військових справ. Але в травні цього ж року генерал Колодій захворів на епідемічний висипний тиф, який на той час поширювався Україною. Виснажений організм Колодія не зміг перебороти хворобу. Генерал Федір Олександрович Колодій помер 19 квітня 1920 року, що було засвідчено лікарями Мальованим та Лебідем. Оскільки тіла померлих від тифу спалювали, могила генерала втрачена.

## Сім'я
Дружина — Ганна Колодій. Після смерті Федора Колодія отримала одноразову допомогу в розмірі п'ятдесяти тисяч карбованців та передала родинну бібліотеку Кам'янець-Подільському державному університету.